# بين برادلي
بين برادلي (بالإنجليزية: Ben Bradley)‏ هو سياسي بريطاني، ولد في ديسمبر 1989 في المملكة المتحدة. حزبياً، نشط في حزب المحافظين. في الانتخابات التشريعية البريطانية 2017، انتخب عضو برلمان المملكة المتحدة الـ57 عن دائرة مانزفيلد وقد انضم خلال فترته النيابية ‏ (8 يونيو 2017 – ) للكتلة البرلمانية حزب المحافظين.